# Охозия (царь Израиля)
Охози́я (ивр. אֲחַזְיָהוּ‎ Ахаз’я́ху — «поддерживаемый Яхве»; греч. Ὀχοζίας) — 8-й после разделения царства, царь Израиля, правивший 2 года (3 Цар. 22:51); сын и преемник царя Ахава и Иезавели. Умер на втором году своего царствования, ещё при жизни отца.

## В Библии
Вскоре после своего воцарения на престол от Израильского царства отложился моавитянский царь (4 Цар. 1:1). Это событие зафиксировано на стеле Меша, написанной на моавитском языке.
Охозия заключил соглашение с иудейским царём Иосафатом, для постройки торгового флота. Однако, поскольку Иосафат заключил союз с Охозией (который творил то же зло, что и Ахав и Иезавель, его отец и мать, в царстве Израильском), корабли потерпели крушение, так и не отплыв.
Его посланники, посланные посоветоваться с Ваал-Зевулом (богом пророчеств в Экроне) о его выздоровлении от последствий падения с крыши его дворца, были встречены по дороге Илией, который отослал их назад, чтобы сказать царю, что за его деяния и за то, что он искал бога, который не был Богом Израиля, он никогда не вставал с постели своей (4 Цар. 1:4, 16).
После этого царь послал у нему уже пятьдесят человек с пятидесятником (по видимости, с целью арестовать пророка), они требовали Илии сойти с горы, сидевшему на её вершине, но Илия «сказал пятидесятнику: если я человек Божий, то пусть сойдет огонь с неба и попалит тебя и твой пятидесяток. И сошел огонь с неба и попалил его и пятидесяток его» (4 Цар. 10).
Охозия посылал к нему такой же отряд ещё дважды, один из которых также был сожжён огнём с неба, но пятидесятник третьего отряда, зная что их ждёт, от страха умолил пророка о пощаде; после чего по разрешению ангела Илия и этот отряд отправились ко двору царя, где он повторил тому сказанное о его смерти. Царский престол в стране перешёл к его брату Иораму (4 Цар. 11—17).

## Датирование
По различным датировкам, правил:
- по ЭСБЕ в 905—904 до н. э.[3]
- по Jewish Encyclopedia в 900—899 до н. э.[4]
- по Уильяму Олбрайту в 850—849 до н. э.[5]
- по Эдвину Тилю и Вадиму Эрлихману в 853—852 до н. э.[6]